# Uzda
Uzda (in bielorusso Узда?) è un comune della Bielorussia, situato nella regione di Minsk.